# منتصلة عدسية موسيكية
منتصلة عدسية موسيكية (الاسم العلمي: Achromobacter mucicolens) هي نوع من البكتيريا، سلبية الغرام، تتبع المنتصلة.